# Fetsund lenser
Fetsund lenser är ett flottningsmuseum vid älven Glommas utlopp i Øyeren i närheten av Fetsund i Lillestrøms kommun i Norge.
Det är inhyst i en anläggning för sortering av timmer som uppfördes år 1861 och lades ned när flottningen på Glomma upphörde år 1985. Museet består av 25 byggnader på land och själva sorteringsanläggningen i Glomma, varav 2,5 kilometer är skyddad enligt lag. Bland utställningsföremålen kan nämnas ett tiotal bogser- och varpbåtar samt en stor samling roddbåtar.
Först skedde sorteringen vid Bingen lenser i Sørumsand, men när järnvägsbron vid Fetsund byggdes flyttades sorteringen nedströms. Fetsund lenser var en av de största sorteringsanläggningarna i Norge och år 1917 sorterade de 784 arbetarna nästan 15 miljoner timmerstockar.
Några hade fast anställning men de flesta var säsongsanställda.
Från 1960-talet och framåt övertog lastbilar allt mer av timmertransporten och personalbehovet i Fetsund minskade.
Anläggningen mekaniserades efterhand men den största delen av arbetet skedde med handkraft ända till nedläggningen.
Flottningsmuseet invigdes den 31 oktober 1989.